# ترور فیلیپس
ترِوِر فیلیپس (به انگلیسی: Trevor Philips) یکی از سه شخصیت اصلی و قابل کنترل بازی اتومبیل‌دزدی بزرگ ۵ (۲۰۱۳) است.
او در ابتدا برای کنترل و پیشبرد بازی آزاد نیست اما در مرحلهٔ اول یعنی قسمت proluge آزاد است و در دزدی به دو شخصیت دیگر یعنی مایکل دی سانتا و فردی بنام برد کمک می‌کند. تِرِوِر نسبت به دو شخصیت دیگر خشن‌تر است و خصوصیات ضد اجتماعی بیشتری دارد. شخصیت ترِوِر در کنار خشن و بی رحم بودن، خود انسانی پایبند به اصول رفاقتی و وفاداریست.
ترور اهل کشور کاناداست که پس از ناموفق بودن دزدی از بانک در سرآغاز بازی به سَندی شُورز در ایالت سن آندرس تغییر مکان می‌دهد، او پس از متوجه شدن خیانت مایکل به لوس سانتوس می‌رود و دزدی‌های خود را با مایکل و فرانکلین شروع می‌کند. این امر با برنامه‌ریزی‌های دقیق شخصی دیگری به نام لستر (به انگلیسی: Lester) شکل و بوی دیگری به خود می‌گیرد و کاملاً حرفه‌ای می‌شود ترور بسیار خشن بوده و در هر مرحله با لباس‌های کثیف ظاهر می‌شود این خصوصیات باعث شده که محبوب‌ترین شخصیت بازی شود. او تنها یک دوست دارد که نام او رون می‌باشد و رون در مراحل مختلف به او کمک‌های بسیاری می‌کند.
شخصیت ترور از بازیگر فیلم‌های هالیوودی به نام استیون آگ (Steven Ogg) الهام گرفته شده و کار صداگذاری آن را نیز خود استیون آگ انجام داده‌است. این شخصیت در سال‌های ظهورش یعنی سال‌های ۲۰۱۳–۲۰۱۴–۲۰۱۵ جز ده شخصیت محبوب بازی‌های رایانه بود. 

## ظواهر

### Grand Theft Auto V
ترور در کانادا در سال 1965 میلادی در شمال مرز ایالات متحده متولد شد. او با پدری بدرفتار فیزیکی و مادری آزارگر عاطفی بزرگ شد. او از همان کودکی عاشق هواپیما بود و در مقطعی به عنوان خلبان وارد ارتش شد، اما پس از رد صلاحیت به خاطر اختلال روانی به سرعت مجبور به ترک شد. در یک ارزیابی روانشناختی. بعدها، ترور مرتکب جنایاتی شد، اولین مورد یک سرقت کوچک بود که او را به مدت شش ماه در زندان انداخت. به دلیل رفتار خوب، او در چهار بازی بیرون آمد. تروور در سال 1993 با مایکل تاونلی در هنگام یک ماموریت با او آشنا شد و آنها متوجه شدند که می‌خواهند با انجام دزدی‌های بزرگ پول به دست بیاورند، بنابراین به هم پیوستند و در سال‌های بعد موفق شدند این کار را انجام دهند. شراکت آنها پس از ازدواج مایکل با یک استریپر (Striper) به نام آماندا و تشکیل خانواده با او شروع به تیرگی و اختلاف بین این دو دوست کرد. با وجود این، ترور به فرزندان مایکل ( Jimmy De Santa & Tracy De Santa)نزدیک شد و به عنوان عموی انها شناخته شد.
بعد ها ترور با یک کلاهبردار و دزد به نام برد اسنایدر آشنا شد.
اما مایکل و برد هیچ وقت به هم اعتماد کامل نداشتند و دوستان هم محسوب نمی شدند.
در سال 2004، در جریان دزدی در لودندورف، یانکتون شمالی، مایکل و همدستش برد اسنایدر توسط پلیسی به نام دیو نورتون در حالی که تروور فرار می‌کند هدف گلوله او قرار می‌گیرند. تروور در نهایت در سندی شورس (sandy shores)، شهر کوچکی در شهرستان بلین، سن آندریاس مستقر و مخفی می شود، جایی که او یک شرکت جنایی کوچک را تأسیس می کند که اسلحه قاچاق می کند و متامفتامین تولید می کند، که امیدوار است به یک امپراتوری بزرگ تبدیل شود. به دلیل مشکلات شدید رها شدن، ترور خود را با دو دوست وفادار احاطه می کند که او آنها را ربوده و از زندگی قبلی آنها شستشوی مغزی داده است به نام های رون جاکوفسکی و وید هبرت.ترور شخصیت سری Grand theft auto IV به نام جانی کلبیتز را با یک قوتی اب جو می کشد. تروور با رقبای خود در Sandy Shores، از جمله Lost Motorcycle Club به رهبری جانی کلبیتز(قبلاً)، Varrios Los Aztecas، و برادران اونیل وارد یک آتش بس دشوار می شود.
در سال 2013، ترور متوجه می شود که مایکل مرگ خود را جعل کرده است، و آنقدر ترسیده و عصبانی است که آتش بس را زیر پا می گذارد و بیشتر رقبای خود را در یک طغیان خشونت می کشد. او بعداً به لس سانتوس می‌رود، آپارتمان را تصاحب می‌کند و زندگی وید را خراب می‌کند. پسر عموی فلوید، و با مایکل، که نام خانوادگی "دی سانتا" را برگزید و ظاهراً در حفاظت از شاهدان زندگی می کند، دوباره متحد می شود. اگرچه مایکل تمایلی به بازگشت تروور به زندگی خود ندارد، اما در نهایت او را به فرانکلین کلینتون معرفی می کند، پس از آن دو نفر دوباره دزدی می کنند، این بار از جمله فرانکلین. یک شرکت امنیتی خصوصی که او از آن متنفر است، اما او اغلب شکست می خورد.
هنگامی که ماموران فاسد اداره تحقیقات فدرال (FIB) دیو نورتون و استیو هینز پس از اینکه مایکل توافق خود را با آنها با ارتکاب سرقت مجدد به هم زد، با مایکل تماس می گیرند، آنها او را مجبور به انجام تعدادی عملیات در کنار ترور و فرانکلین برای تضعیف آژانس بین المللی رقیب می کنند. استیو بعداً این سه نفر را به دوین وستون، یک سرمایه‌گذار میلیاردر معرفی می‌کند که آنها را استخدام می‌کند. تعدادی ماشین کمیاب را می دزدد، اما در نهایت آنها را فریب می دهد. در این مدت، ترور شروع به پیوند با فرانکلین می کند، زیرا آنها چندین کار را با هم بدون مایکل انجام می دهند، که برخی از آنها شامل فرانکلین می شود. دوست لامار دیویس، که تروور نیز با او دوست می شود. پاتریشیا، همسر مارتین مادرازو، سلطان مواد مخدر. به دلیل ماهیت مادرانه مهربانش و مسائل مربوط به رها شدن خود، ترور عاشق او می شود و تنها پس از تقاضای بسیار از مایکل، او را به مادرازو برمی گرداند. با این حال، این دو تا پایان بازی در تماس هستند.
در نهایت، تروور شروع به شک می کند که براد در زندان نیست و سرقت لودندورف از 9 سال قبل یک اتفاق بود، و به لودندورف پرواز می کند تا شک خود را تأیید کند. پس از یافتن جسد براد در قبری که برای مایکل مشخص شده بود، نتیجه گرفت که دومی با دیو معامله کرده بود تا به او کمک کند مرگ خود را جعل کند و از شر تروور خلاص شود، اما براد به‌جای ترور به‌طور تصادفی در جریان سرقت کشته شد. ترور که احساس می کند به او خیانت شده، قول می دهد که مایکل را بکشد، اما بعداً زمانی که استیو به آنها خیانت می کند، به کمک او و دیو می آید، زیرا او به مایکل زنده برای یک مورد نیاز دارد. آخرین دزدی. وقتی این دزدی با موفقیت انجام می شود، ترور آنقدر خوشحال می شود که عهد مرگ را برمی دارد اما همچنان از مایکل متنفر است.
در نزدیکی پایان بازی، دیو و استیو به طور جداگانه به فرانکلین نزدیک می شوند، که ادعا می کنند ترور یک مسئولیت است و از فرانکلین می خواهند که او را بکشد، و دوین که به دنبال انتقام از مایکل برای یک حادثه قبلی است. این امر فرانکلین را با سه انتخاب روبرو می کند: تروور را بکشید، مایکل را بکشید، یا سعی کنید هر دو را در یک ماموریت انتحاری نجات دهید.
اگر اولین گزینه انتخاب شود، فرانکلین قبل از تعقیب او به یک کارخانه نفت، با تروور ملاقات می کند، جایی که مایکل از راه می رسد و باعث می شود ترور با یک مخزن نفت برخورد کند. در حالی که تروور با روغن پوشیده شده است، یا فرانکلین یا مایکل روغن را شلیک می کنند، تروور را آتش می زنند و او را می کشند. او که تجارتی که او و ترور ساخته اند به پایان رسیده است. لامار، که از فرانکلین می‌پرسد آیا می‌داند چگونه اتفاق افتاده است، با این که دومی به دروغ می‌گوید که تروور توسط ماموران دولتی کشته شده است. و پسر مایکل، جیمی، که از اینکه مایکل درگیر بوده است شوکه می شود، اما دومی به او اطمینان می دهد که ترور خطرناک است.
اگر گزینه دوم انتخاب شود، فرانکلین با تروور تماس می گیرد تا به او کمک کند تا مایکل را بکشد، اما او قبول نمی کند و روابط خود را با فرانکلین قطع می کند و می گوید که از محاصره شدن توسط خائنان خسته شده است. او از کشتن مایکل، و به او هشدار می دهد که دور بماند. جیمی تروور را نیز صدا می زند، اما نمی داند چه بگوید تا او را دلداری دهد، زیرا او هرگز به پدرش نزدیک نبود.
اگر گزینه سوم انتخاب شود، ترور و مایکل اختلافات خود را کنار می گذارند تا به فرانکلین کمک کنند تا از حمله FIB و Merryweather جان سالم به در ببرد، قبل از اینکه برای از بین بردن دشمنان باقی مانده خود از هم جدا شوند. ترور استیو را ترور می کند و دوین را می رباید تا این سه نفر با هم او را بکشند. پس از آن، تروور با مایکل آشتی می کند و آنها موافقت می کنند که کار با یکدیگر را متوقف کنند، اما متحد باقی می مانند. حقیقت در مورد براد، و به خود و مایکل به عنوان دوستان اشاره می کند.

### Grand Theft Auto Online
Trevor یک شخصیت اصلی در Grand Theft Auto Online، حالت چندنفره آنلاین Grand Theft Auto V است که چندین ماه قبل از داستان تک‌نفره اتفاق می‌افتد. او پس از رسیدن به رتبه 13 و دزدیدن آزمایشگاه متا نورد ترور در حین کار، ماموریت هایی را برای بازیکن فراهم می کند. که به طور کلی شامل سرقت مواد مخدر از رقبا، عمدتا Lost MC، و کشتن دلالان است. ترور بعداً نقش مهمی را در به‌روزرسانی Heists در سال 2015 بازی می‌کند، جایی که او یکی از دزدی‌هایی را که در به‌روزرسانی نشان داده شده بود، طراحی می‌کند. این "سرقت" شامل سرقت مواد مخدر از باندهای مختلف از جمله "لست"، "برادران اونیل"، "Los Santos Vagos" و "Ballas" است که تروور قصد دارد آنها را برای سود کلان بفروشد. پس از جمع آوری تمام محموله های مواد مخدر، تروور و بازیکنان آنها را به محل معامله تحویل می دهند، پس از آن تروور از قبل بریدگی را به بازیکنان می دهد و آنها می روند. هنگامی که خریدار می رسد، ترور به سرعت متوجه می شود که این معامله یک عملیات تیز است، در این مرحله او توسط آژانس نظارت بر مواد مخدر (DOA) در کمین قرار می گیرد، اما موفق به فرار می شود، البته بدون مواد مخدر.
اگرچه ترور دیگر در بازی ظاهر نمی‌شود، اما ران در به‌روزرسانی ۲۰۱۷ Smuggler's Run، که در آن سال، چند سال پس از داستان تک‌نفره اتفاق می‌افتد، از او نام برد. رون(Ron)، پس از رها شدن توسط ترور، با بازیکن تماس می گیرد تا عملیات قاچاق خود را شروع کنند، و زمانی که آنها ملاقات می کنند، اولی به طور خلاصه در مورد تروور صحبت می کند و می گوید که او "واین وود" را رفته و تبدیل به "گورو" و "مربی سبک زندگی" شده است. این نشان می‌دهد که تروور پس از رویدادهای Grand Theft Auto V هنوز زنده است. به طور متعارف از رویدادهای داستان تک نفره جان سالم به در می‌برد. که تصویری دلپذیر از او و پاتریشیا مادرازو را نشان می‌دهد که تایید می‌کند این دو با هم رابطه داشته‌اند. اف. کلینتون و شریک»، که او با کمک شخصیت بازیکن اجرا می کند؛ و در به روز رسانی 2022، Los Santos Drug Wars، زمانی که رون(Ron) به بازیکن اطلاع می دهد که ترور سندی شورس را ترک کرده است و بیشتر دارایی های شرکت ترور فیلیپس (T.P.I)رها شده است.